# Chesapeake Bay Bridge-Tunnel

Informationstafel auf einer der künstlichen Inseln

Blick auf den Chesapeake Bay Bridge-Tunnel von der Delmarva-Halbinsel aus. Der Bau erstreckt sich über den gesamten Horizont.

Fahrt über die Chesapeake-Brücke. Links ist die Brückenkonstruktion der Gegenspur zu sehen.

Der Chesapeake Bay Bridge-Tunnel (die offizielle Bezeichnung ist Lucius J. Kellam Jr. Bridge-Tunnel) ist mit 37 km Länge eine der größten Brücken-Tunnel-Bauten der Welt. Er verbindet den Bereich Hampton Roads, Virginia mit der Delmarva-Halbinsel (auch Eastern Shore genannt) über den U.S. Highway 13. Er wurde in der Zeit von 1960–1964 (erster Bauabschnitt) und 1995–1999 gebaut.

## Geschichte
Nachdem eine Fahrt von der Delmarva-Halbinsel nach Hampton Roads mit einem Umweg von mehreren hundert Kilometern um die Chesapeake Bay verbunden war, wurde in der Zeit von 1930 bis 1954 ein Fährverkehr für die direktere rund 30 km lange Überfahrt eingerichtet. Mit wachsendem Verkehrsaufkommen war diese bald überlastet und auch zeitlich nicht mehr attraktiv. 1954 wurde der Bau einer festen Querung beschlossen. Der Baubeginn war am 7. September 1960, die Eröffnung fand am 15. April 1964 statt.
1995 wurde aufgrund der zu großen Auslastung mit einem zweiten Bauabschnitt begonnen, der die Anzahl der Fahrstreifen auf den drei Brückenabschnitten verdoppelte, jedoch nicht in den beiden Tunneln. Dieser wurde 1999 fertiggestellt.
2018 wurde mit dem Bau eines zusätzlichen parallelen Tunnels zum Thimble-Shoals Tunnel begonnen. Im August 2022 wurde bekannt, dass sich die Fertigstellung bis 2027 und damit um etwa fünf Jahre verzögern würde. Gründe dafür gibt es mehrere: Eine behördliche Baugenehmigung musste neu beantragt werden. Bei der Sicherung der Baugruben für die Tunnelbohrmaschine mit Betonwänden traten Probleme auf. Die riesigen Felsbrocken zu durchbohren, welche die früher erstellten künstlichen Inseln der Brücke umschließen, erwies sich als schwieriger als ursprünglich angenommen.
Ferner gibt es Pläne auch den weiter nördlich gelegenen zweiten Tunnelabschnitt (Chesapeake Channel Tunnel) zu verdoppeln, doch sollen diese erst in Angriff genommen werden, wenn die Finanzierung besser gesichert ist.

## Auszeichnungen
- 1965 Outstanding Civil Engineering Achievement Award der American Society of Civil Engineers (ASCE)
- 1965 zum „Architektonischen Weltwunder der Moderne“ ernannt ("One of Seven Engineering Wonders of the Modern World" gemäß der ASCE)

## Daten
- Die Konstruktion besteht aus drei Brückenteilen (zwei à 14,5 km, eine à 5 km), sowie zwei jeweils 1,7 km langen Tunneln. Der Übergang von Brücke-Tunnel wird durch vier aufgeschüttete, künstliche Inseln von je 20.000 m² bewerkstelligt.
- Zum Bau der Inseln wurden ca. 1.000.000 Tonnen Gestein verwendet.
- Die Baukosten betrugen ca. 200.000.000 $ für den ersten Bauabschnitt und ca. 250.000.000 $ für den zweiten Bauabschnitt.
- Die Fahrt über den US 13 verbindet Virginia Beach und die Delmarva-Halbinsel. Der einfache Fahrtpreis beträgt für einen PKW, je nach Saison, 14 oder 18 $ (Stand 09/2021).